# Orane Demazis
Orane Demazis, nata Henriette Marie Louise Burgart (Orano, 4 settembre 1894 – 25 dicembre 1991), è stata un'attrice francese.

## Filmografia parziale
- Marius, regia di Alexander Korda (1931)
- Fanny, regia di Marc Allégret (1932)
- I miserabili (Les misérables), regia di Raymond Bernard (1934)
- Angèle, regia di Marcel Pagnol (1934)
- César, regia di Marcel Pagnol (1936)
- La vita trionfa (Regain), regia di Marcel Pagnol (1937)
- Le Schpountz, regia di Marcel Pagnol (1938)
- Fino all'ultimo (Jusqu'au dernier), regia di Pierre Billon (1957)
- Le Cas du docteur Laurent, regia di Jean-Paul Le Chanois (1957)
- Au pan coupé, regia di Guy Gilles (1967)
- Una giornata amara (Rude journée pour la reine), regia di René Allio (1973)
- Il fantasma della libertà (Le fantôme de la liberté), regia di Luis Buñuel (1974)
- Souvenirs d'en France, regia di André Téchiné (1975)